# Arthrochilus
Arthrochilus é um género botânico pertencente à família das orquídeas (Orchidaceae).

## Espécies
1. Arthrochilus apectus D.L.Jones, Orchadian 14(8: Sci. Suppl.): i (2004).
2. Arthrochilus aquilus D.L.Jones, Orchadian 14(8: Sci. Suppl.): ii (2004).
3. Arthrochilus byrnesii Blaxell, Contr. New South Wales Natl. Herb. 4: 278 (1972).
4. Arthrochilus corinnae D.L.Jones, Orchadian 14(8: Sci. Suppl.): iii (2004).
5. Arthrochilus dockrillii Lavarack, Proc. Roy. Soc. Queensland 86(25): 155 (1975).
6. Arthrochilus huntianus (F.Muell.) Blaxell, Contr. New South Wales Natl. Herb. 4: 277 (1972).
7. Arthrochilus irritabilis F.Muell., Fragm. 1: 43 (1858).
8. Arthrochilus laevicallus Ormerod, Orchadian 16: 515 (2011).
9. Arthrochilus latipes D.L.Jones, Austral. Orchid Res. 2: 8 (1991).
10. Arthrochilus lavarackianus (D.L.Jones) Lavarack, Austrobaileya 7: 385 (2006).
11. Arthrochilus oreophilus D.L.Jones, Austral. Orchid Res. 2: 9 (1991).
12. Arthrochilus prolixus D.L.Jones, Austral. Orchid Res. 2: 10 (1991).
13. Arthrochilus rosulatus D.L.Jones, Austral. Orchid Res. 2: 10 (1991).
14. Arthrochilus sabulosus D.L.Jones, Austral. Orchid Res. 2: 11 (1991).
15. Arthrochilus stenophyllus D.L.Jones, Austral. Orchid Res. 2: 12 (1991).